# ’Bout Soul
’Bout Soul – album studyjny amerykańskiego saksofonisty jazzowego Jackiego McLeana, wydany z numerem katalogowym BST 84284 w 1969 roku przez Blue Note Records. Pierwszy utwór na płycie – Soul – jest melorecytacją wiersza Barbary Simmons przez nią samą, a pozostałe mają charakter free jazzowy. Jest to przedostatni album McLeana nagrany dla wytwórni Blue Note.

## Powstanie
Materiał na płytę został zarejestrowany 8 września 1967 roku przez Rudy’ego Van Geldera w należącym do niego studiu (Van Gelder Studio) w Englewood Cliffs w stanie New Jersey. Produkcją albumu zajął się Francis Wolff. Wydanie CD z 1997 zawiera dodatkowo wersję alternatywną jednego utworu.

## Lista utworów
Opracowano na podstawie materiału źródłowego:
Wydanie LP
Strona A
| Nr | Tytuł utworu       | Muzyka                              | Długość |
| -- | ------------------ | ----------------------------------- | ------- |
| 1. | „Soul”             | Grachan Moncur III, Barbara Simmons | 10:15   |
| 2. | „Conversion Point” | Jackie McLean                       | 9:46    |
|    |                    |                                     | 20:01   |

Strona B
| Nr | Tytuł utworu           | Muzyka         | Długość |
| -- | ---------------------- | -------------- | ------- |
| 1. | „Big Ben's Voice”      | LaMont Johnson | 10:06   |
| 2. | „Dear Nick, Dear John” | Scotty Holt    | 4:53    |
| 3. | „Erdu”                 | LaMont Johnson | 5:54    |
|    |                        |                | 20:53   |

Utwór dodatkowy na reedycji (1997)
| Nr | Tytuł utworu                       | Muzyka         | Długość |
| -- | ---------------------------------- | -------------- | ------- |
| 1. | „Big Ben's Voice (alternate take)” | LaMont Johnson | 9:55    |
|    |                                    |                | 9:55    |

## Twórcy
Opracowano na podstawie materiału źródłowego.
Muzycy:
- Jackie McLean – saksofon altowy
- Woody Shaw – trąbka (utw. 1-3, 5, 6)
- Grachan Moncur III – puzon (utw. 1, 2, 5)
- LaMont Johnson – fortepian
- Scotty Holt – kontrabas
- Rashied Ali – perkusja
- Barbara Simmons  – melorecytacja (utw. 1)

Produkcja:
- Francis Wolff – produkcja muzyczna
- Rudy Van Gelder – inżynieria dźwięku
- Forlenza Venosa Associates – projekt okładki
- Charles Keddie – fotografia na okładce
- Nat Hentoff – liner notes
- Michael Cuscuna – produkcja muzyczna (reedycja z 1997)